# بله، بله، آقا
بله، بله، آقا (انگلیسی: Si Si Senor) یک فیلم کوتاه کمدی به کارگردانی راسکو آرباکل است که در سال ۱۹۳۰ منتشر شد. از بازیگران فیلم می‌توان به تام پاتریکولا اشاره کرد.